# Élisabeth de Danemark (1485-1555)
Ne doit pas être confondu avec Élisabeth de Danemark (1573-1626), Élisabeth de Danemark (1524-1586) ou Élisabeth de Danemark.
Titre
Électrice consort de Brandebourg
10 avril 1502 – 11 juillet 1535
(33 ans, 3 mois et 1 jour)
Élisabeth du Danemark, Norvège et Suède (en danois : Elisabeth af Danmark, Norge og Sverige), née le 24 juin 1485 au château de Nyborg (union de Kalmar) et morte le 10 juin 1555 à Berlin (Brandebourg), est une princesse de l'union de Kalmar.

## Biographie
Élisabeth est fille de Christine de Saxe et de Jean Ier, roi de Danemark (1481-1513), de Norvège (1483-1513), de Suède (1497-1501).

## Mariage et descendance
Élisabeth épouse l'électeur Joachim Ier Nestor de Brandebourg le 10 avril 1502 et est électrice de Brandebourg depuis cette date jusqu'en 1535.
Cinq enfants naissent de cette union :
- Joachim II Hector de Brandebourg, électeur de Brandebourg
- Anne de Brandebourg (1507-1567), en 1524, elle épouse le duc Albert VII de Mecklembourg-Güstrow (1488-1547)
- Élisabeth de Brandebourg (1510-1558), en 1525, elle épouse le duc Éric Ier de Brunswick-Calenberg (†1540), veuve, elle épouse en 1546, le comte Poppo XVIII d'Henneberg (†1574)
- Marguerite de Brandebourg (1511-1577), en 1530, elle épouse le duc Georges Ier de Poméranie-Wolgast (†1531). Veuve, elle épouse en 1534, le prince Jean V d'Anhalt-Dessau (†1551). De nouveau veuve, elle épouse en 1553 Jean von Goltz (†1566)
- Jean Ier de Brandebourg-Küstrin (1513-1571), margrave de Brandebourg-Küstrin, en 1537, il épouse Catherine de Brunswick-Wolfenbüttel (†1574), (fille du duc Henri II de Brunswick-Wolfenbüttel) et a trois enfants.

## Conflit familial
Le jour de Pâques 1527, Élisabeth reçoit l'Eucharistie sous les deux espèces selon le rite luthérien. Joachim Ier l'apprend par sa fille, venue le rejoindre à la chasse où se trouve sa maîtresse, Katharina Hornung, sœur de Johann II von Blankenfeld et l'archiduc Ferdinand, frère de Charles Quint, récemment élu roi de Bohême et de Hongrie. Cela provoque un conflit très grave avec son mari, un partisan farouche du catholicisme. 
Le 25 mars 1528, elle s'enfuit à la cour de son oncle, le duc de Saxe Jean Ier. Selon son aumônier Andreas Buchovius, la princesse Élisabeth ne pouvait plus supporter le caractère imprévisible de son mari.